# Cauchy-à-la-Tour
Cauchy-à-la-Tour település Franciaországban, Pas-de-Calais megyében. Lakosainak száma 2645 fő (2022. január 1.). Cauchy-à-la-Tour Auchel, Camblain-Châtelain, Calonne-Ricouart, Ferfay és Floringhem községekkel határos.

## Népesség
A település népességének változása:
| Lakosok száma | 2915 | 2903 | 2873 | 2814 | 2768 | 2744 | 2723 | 2702 | 2645 |
|               | 2013 | 2015 | 2016 | 2017 | 2018 | 2019 | 2020 | 2021 | 2022 |

## Híres szülőttei
- Henri Philippe Pétain